# LGBT práva v Estonsku

Duhová mapa Estonska

Práva leseb, gayů, bisexuálů a translidí (LGBT) zažila v Estonsku počátkem 21. století značný rozmach, který začal už v devadesátých letech minulého století dekriminalizací stejnopohlavního sexuálního styku, který byl za sovětské éry trestný. Od 1. ledna 2016 mohou homosexuální páry žijící v Estonsku stvrdit svůj svazek prostřednictvím registrovaného partnerství, které je staví na stejnou úroveň jako páry heterosexuální. Návrh zákona o manželství pro všechny páry bez ohledu na pohlaví, který umožní homosexuálním párům uzavírání sňatků a společné osvojování dětí, byl přijat 20. června 2023. Účinným se stane k 1. lednu 2024. Estonsko se tak stalo první a zatím jedinou baltskou a postsovětskou zemí, která uzákonila stejnopohlavní manželství. 
Ze zemí, které se po druhé světové válce staly součástí dnes už neexistujícího Sovětského svazu, patří nezávislé Estonsko mezi nejliberálnější ve vztahu k LGBT právům. K výraznému nárůstu akceptace LGBT lidí došlo na začátku 21. století, přičemž je znát jasný generační rozkol, kdy mladší ročníky jsou vůči sexuálním menšinám více otevření, zatímco starší bývají více sociálně konzervativní. Dle duhového evropského indexu (Rainbow Europe Index) ILGA-Europe z roku 2023 se Estonsko řadí na 25. místo ze 49 zkoumaných evropských zemích ve vztahu ke kvalitě zákonů chránících LGBT práva. Ve srovnání se sousedním Finskem nebo Švédskem je na tom hůře, ale v komparaci se zbývajícími dvěma baltskými státy Lotyšskem a Litvou lépe. Rozdíl mezi Estonskem a Ruskem ve vztahu k LGBT právům je doslova markantní. Dle průzkumu veřejného mínění z roku 2023 se 75 % Estonců ztotožňuje se zákony proti anti-LGBT diskriminaci, 53 % podporuje homosexuální sňatky a 71 % registrované partnerství párů stejného pohlaví.

## Zákony týkající se stejnopohlavní sexuální aktivity
Estonsko bylo relativně liberální a otevřené během svého prvního období nezávislosti ve dvacátých a třicátých letech minulého století. Konsensuální stejnopohlavní sexuální aktivita mezi muži, která byla do roku 1917 v bývalém Ruském impériu trestná, byla v nově vzniklém nezávislém Estonsku legalizovaná po přijetí novely trestního zákona v roce 1929. Účinným se stala v roce 1935. Před přijetím nového trestního zákoníku byly stále v platnosti zákony převzaté z dob Ruského impéria.
V roce 1940 bylo Estonsko okupováno a anektováno Sovětským svazem, a pak následně v roce 1941 Nacistickým Německem a v roce 1944 znovu Sověty. V okupovaném Estonsku byl pohlavní styk mezi muži nezákonný podle paragrafu 118 trestního zákoníku. Je známo celkem 67 kauz a 155 odsouzených na základě tohoto zákona. Po opětovném získání nezávislosti 20. srpna 1991 byla homosexualita v Estonsku dekriminalizovaná. Nové trestní zákony se staly účinnými k 1. červnu 1992.V roce 2002 byl legální věk způsobilosti k pohlavnímu styku pro heterosexuální i homosexuální styky sjednocený na 14 let a v roce 2022 pro obě orientace zvýšený na 16 let.

## Stejnopohlavní soužití

### Registrované partnerství
V březnu 2014 zpracovala skupina několika poslanců návrh zákona upravující partnerské soužití. Návrh příslušné právní úpravy byl pak předložen estonskému jednokomorovému parlamentu Riigikogu 17. dubna 2014. 22. května téhož roku jej podpořila estonská vláda. 19. června 2014 hlasoval parlament proti návrhu na zamítnutí v poměru hlasů 32:45. 8. října pak proběhlo druhé čtení, ve kterém byl zamítnut návrh na konání referenda v poměru hlasů 35:42. Opětovný návrh na zamítnutí byl odmítnut v poměru hlasů 41:33. Následující den 9. října byl návrh zákona přijat těsnou většinou. Pro hlasovalo 40 poslanců, proti 38. Finální verzi zákona o registrovaném partnerství pak podepsal i estonský prezident Toomas Hendrik Ilves a účinným se stal k 1. lednu 2016. Za kampaní proti registrovanému partnerství stále křesťansky konzervativní nadace Za rodinu a tradice (estonsky: SA Perekonna ja Traditsiooni Kaitseks)
Nicméně se tou dobou nestihly přijmout některé prováděcí předpisy, které byly nezbytnou součástí návrhu zákona o registrovaném partnerství, a které bylo nezbytné schválit během legisvakanční lhůty. 26. listopadu 2015 přijal estonský parlament první prováděcí předpisy. Pro hlasovalo 42 poslanců, proti 41 a několik se zdrželo. V únoru 2017 uložil tallinnský správní soud estonské vládě pokutu za průtahy v přijímání prováděcích aktů. Ty pak později v září 2017 kritizovala i estonská prezidentka Kersti Kaljulaidová.
V dubnu 2023 se nově zvolená estonská vláda zavázala přijmout ve zrychleném procesu veškeré prováděcí předpisy k již účinnému zákonu o registrovaném partnerství. 20. června 2023 pak byly veškeré chybějící prováděcí předpisy spolu s několika úpravami rodinného práva plně přijaty.

### Zahraniční stejnopohlavní manželství a úřední změny pohlaví
Estonské úřady uznaly stejnopohlavní manželství uzavřené v cizině v prosinci 2016. Páru dvou mužů, kteří uzavřeli manželství ve Švédsku, a následně se přesídlili do Estonska, se podařilo dosáhnout úředního uznání jejich sňatku koncem ledna 2017. Nejprve soud v regionu Harjumaa jejich manželství odmítl uznat, ale po odvolání se k soudu vyšší instance se gay pár nakonec svých práv domohl, když v prosinci odvolací soud v Tallinu potvrdil, že manželství bez ohledu na pohlaví musí estonské matriky registrovat. 
V prosinci 2021 estonské ministerstvo vnitra potvrdilo, že translidé smějí projít úřední změnou pohlaví, aniž by muselo dojít k rozvodu manželství. Novela rodinného práva přijatá v červenci 2014 sice uznávala legální změnu pohlaví jako důvod k rozvodu manželství, ale nikoliv jako zákonnou povinnost. Splňují-li snoubenci při sňatečním obřadu veškeré podmínky pro vstup do manželství, pak ani tranzice nezakládá důvod k tomu, aby bylo následně prohlášeno za neplatné. Do roku 2021 pak bylo zaznamenáno několik případů stejnopohlavních manželství, jejichž vzniku předcházela úřední změna pohlaví jednoho z manželů. "Během posledních pěti až šesti let došlo ve společnosti k několika významným změnám, díky nimž už nemůžeme opomíjet skutečnost, že manželství homosexuálních párů už dávno neodporuje veřejnému pořádku," nechal se slyšet mluvčí estonského resortu vnitra.

### Rovnost manželství
8. dubna 2023 vznikla po březnových volbách do Riigikogu nová vládní koalice Reformní strany, Estonia 200 a Sociální demokracie, která do svého programu začlenila uzákonění homosexuálních sňatků, respektive změnu zákonné definice manželství v rodinném právu (estonsky: Perekonnaseadus) z dosavadního svazku muže a ženy na "svazek dvou dospělých osob".
V květnu 2023 estonská vláda sepsala vlastní návrh zákona o stejnopohlavním manželství a v polovině téhož měsíce jej předložila estonskému jednokomorovému parlamentu Riigikogu. Návrh na zamítnutí zákona v prvním čtení neprošel v poměru hlasů 27:53, díky čemuž se pak dostal do druhého čtení. Ve druhém čtení jej pak parlament přijal 20. června. Pro hlasovalo 55 poslanců, proti 34. 27. června byl návrh podepsán estonským prezidentem Alarem Karisem. Účinným se stane k 1. lednu 2024, kdy homosexuální páry žijící v Estonsku získají právo uzavírat manželství a společně osvojovat děti.

## Adopční a rodinné právo
Homosexuální jednotlivci se mohou stát osvojiteli dětí a stejnopohlavním párům je umožněno vykonávat pěstounskou péči. Stejnopohlavní páry nemohou společně adoptovat děti, protože tu zákon omezuje pouze na manželské páry, přičemž stejnopohlavní sňatky nejsou v Estonsku legální. Nicméně estonská verze zákona o partnerském soužití počítá i se společnou výchovou dětí a přiznává registrovaným partnerům právo osvojit si dítě jejich stejnopohlavního protějšku a lesbickým ženám podstupovat umělé oplodnění.

## Ochrana před diskriminací
Pro přijetí do EU muselo Estonsko harmonizovat svůj právní řád v souladu se směrnicemi EU požadujících přijetí antidiskriminačních zákonů, které zakazují homofobní diskriminaci na pracovišti. Příslušný zákon začal platit od 1. května 2004. Právo na rovné zacházení při odvodech branců bylo přijato 1. ledna 2009 a obsahuje i zákaz diskriminace jiných sexuálních orientací v dalších oblastech, jako je zdravotní péče, sociální zabezpečení, vzdělávání a přístup ke zboží a službám.
Od r. 2006 je trestná podněcování k nenávisti na základě sexuální orientace.

## Vojenská služba
Gayové, lesby a bisexuálové nesmějí otevřeně sloužit v estonské armádě.

## Změna pohlaví
Od června 2002 mohou v Estonsku translidé procházet úřední změnou pohlaví, aniž by byli nuceny k chirurgickému zásahu, sterilizaci, případně rozvodu.

## Životní podmínky

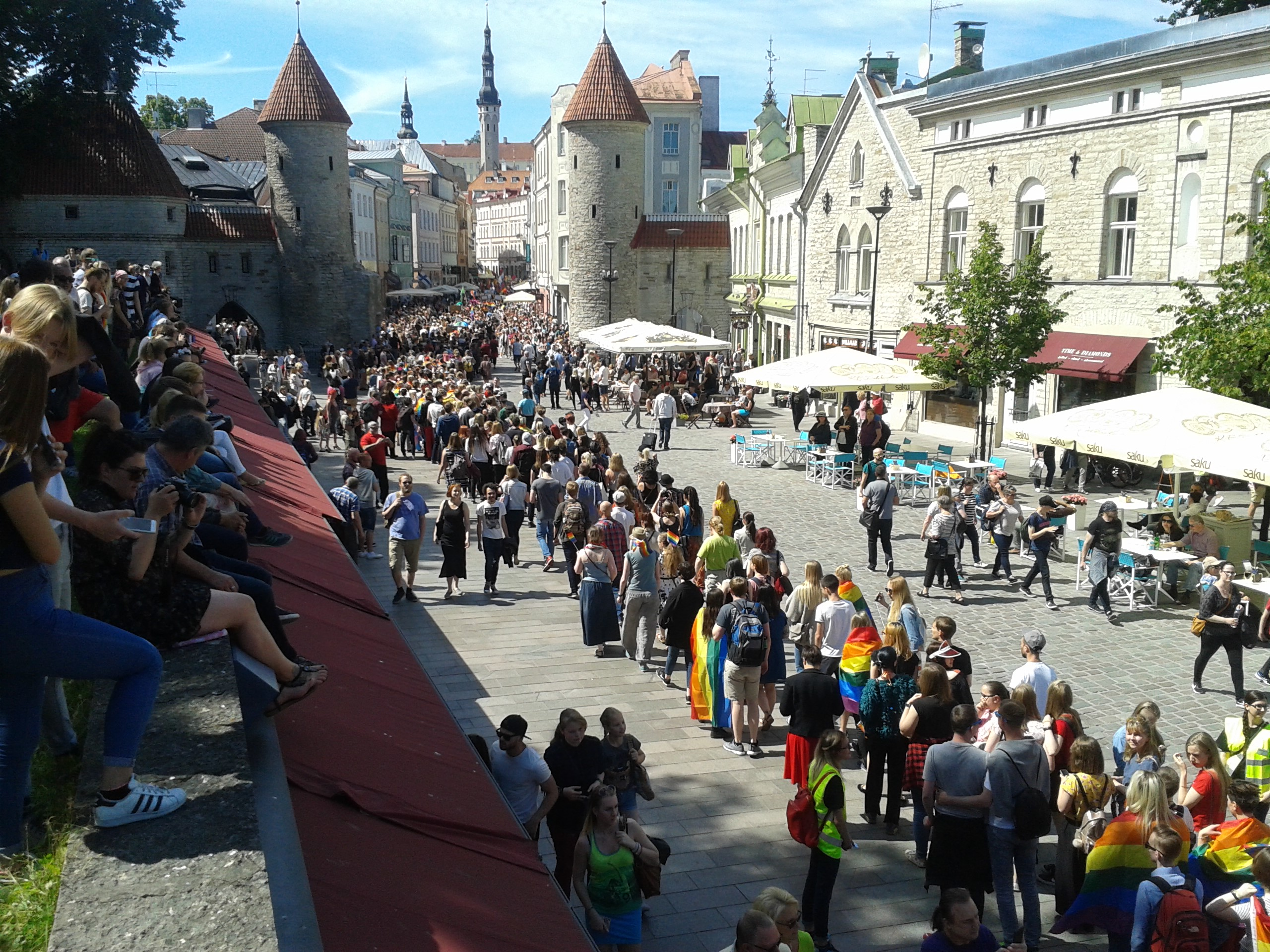
Tallinn Pride 2017

Homosexualita byla v rámci celého Sovětského svazu ilegální, vč. Estonské SSR, přesto se ale situace v okupovaném Estonsku zdála být nejliberálnější v porovnání s ostatními sovětskými socialistickými republikami. V polovině 80. let fungoval v Tallinnu neoficiální gay bar. Homosexuální kultura zažívala největší rozmach v Tallinnu a Tartu. Otázka gay života mimo tato města je neznámá. První konference věnovaná otázce sexuálních menšin se odehrála v Tallinnu, v roce 1990, krátce před Rozpadem SSSR. V tu samou dobu bylo založeno Estonské lesbické sdružení (Eesti Lesbiliit).
Pochody hrdosti se konají v Tallinnu od r. 2004.[zdroj?]
V červnu 2006 požádal nizozemský velvyslanec v Estonsku Hans Glaubitz o přeložení na nizozemskou ambasádu do Montréalu kvůli pokračujícím homofobním a rasovým útokům mířeným proti jeho partnerovi, afrokubánskému tanečníkovi Raúlovi Garcíovi Laovi, ze strany Estonců v hlavním městě Tallinnu. Laxní postoj estonských úřadů měl za následek velkou mezinárodní ostudu kvůli incidentu.
Od 6. června do 12. června 2011 bylo Estonsko hostitelskou zemí Baltic Pride, festivalu podporujícího větší podporu a povědomí LGBT osob. Hlavními mluvčími byli Riho Rahuoja, zástupce ředitele odboru pro sociální začleňování estonského ministerstva práce, Christian Veske, ředitel odboru pro rovnost pohlaví téhož resortu, Kari Käsper, projektový manažer kampaně „Různorodost obohacuje“ estonského centra pro lidská práva, Hanna Kannelmäe z neziskové organizace estonské gay mládeže, americký velvyslanec v Estonsku Michael C. Polt, britský velvyslanec v Estonsku Peter Carter a britská aktivistka Clare B. Dimyon, která 31. března uvedla výstavu „Hrdí na svou identitu“ v tallinském Solaris Centre. Výstava „Hrdí na svou identitu“ zahrnovala fotografie leseb, gayů, bisexuálů a transsexuálů na nejrůznějších festivalech hrdosti v Evropě, včetně fotografií estonských LGBT osob.
Po anti-gay útocích v roce 2007 se v Tallinnu až do roku 2017, kdy se jej zúčastnilo přibližně 1800 lidí, neodehrál žádný další festival gay pride. Pochod hrdosti podpořilo několik zahraničních ambasád, včetně americké, britské, francouzské, německé, lotyšské a litevské.

## Veřejné mínění
Podle průzkumu uskutečněného v roce 2000 souhlasilo 50 % zkoumaných mužů a 63 % zkoumaných žen s tím, že stejnopohlavní sexuální aktivita mezi dospělými lidmi je čistě jejich soukromou záležitostí, do níž nemá stát právo zasahovat, zatímco 29 % mužů a 25 % nedokázalo jednoznačně odpovědět, jaký mají názor.
V Eurobarometru, publikovaném v prosinci 2006, souhlasilo 21 % Estonců s legalizací stejnopohlavního manželstvím, zatímco 14 % by bylo pro adopce dětí homosexuálními páry (průměr EU: 44 % a 33 %).
Podle Eurobarometru z roku 2008 by si pouze 13 % Estonců dokázalo představit, že by jejich kamarádem, nebo známým byl člověk s homosexuální orientací (průměr EU 34 %). Nicméně se Estoncům podařilo překonat evropský průměr v ochotě přiznat sexuálním menšinám rovná práva a rovné příležitosti.
V průzkumu z června 2009 souhlasilo 32 % Estonců s tím, že by zákon měl homosexuálním párům garantovat stejná práva, jako heterosexuálové. Největší podporu 40 % vyjádřily mladší ročníky, zatímco ze starší generace souhlasilo pouze 6 %.
V září 2012 se v průzkumu vyslovilo 34 % Estonců pro legalizaci stejnopohlavního manželství a 46 % pro registrované partnerství. Podle etnika by s registrovaným partnerství souhlasilo 51 % etnických Estonců a 35 % etnických Rusů.
V Eurobarometru 2015 řeklo 44 % Estonců, že by gayové, lesby a bisexuálové měli mít stejná práva, jako heterosexuálové, zatímco 45 % respondentů bylo proti. 31 % Estonců podpořilo stejnopohlavní manželství.
Průzkumu uskutečněný mezi 28. březnem 2017 a 10. dubnem 2017 shledal, že zatímco podpora registrovaného partnerství se za celé tři roky nezměnila (45-46 %), podpora stejnopohlavního manželství vzrostla na 39 % pro a 52 % proti (ve srovnání s 60 % proti v roce 2012 a 64 % proti v roce 2014). Taktéž se ukázalo, že akceptace homosexuality stoupla z 34 % v roce 2012 na 41 % v roce 2017, zatímco 52 % bylo proti.

## Souhrnný přehled
| Legální stejnopohlavní styk                                                             | (legální v letech 1935-1940; znovu legální od roku 1992)                                                                                            |
| Stejný věk legální způsobilosti k pohlavnímu styku pro obě orientace (16)               | (2002) |
| Antidiskriminační zákony v zaměstnání                                                   | (2004) |
| Anti-diskriminační zákony v přístupu ke zboží a službám                                 | No |
| Anti-diskriminační zákony v ostatních oblastech (homofobní urážky, zločiny z nenávisti) | (2008) |
| Zákony proti transfobní diskriminaci                                                    | (2004, nepřímá ochrana ze strany omdusmana pro genderovou rovnost a rovné zacházení hovořící o tzv. "jiných okolnostech souvisejících s genderem" ) |
| Stejnopohlavní manželství                                                               | (od 1. ledna 2024) |
| Jiná forma stejnopohlavního soužití                                                     | (2016) |
| Adopce dítěte partnera                                                                  | (Since 2016) |
| Společná adopce dětí stejnopohlavními páry                                              | (od 1. ledna 2024) |
| Adopce dětí LGBT jednotlivci                                                            | Yes |
| LGBT lidé smějí otevřeně sloužit v armádě                                               | (Nikdy nebylo zakázáno) |
| Možnost změny pohlaví                                                                   | (1992, od 2021 není nutný rozvod) |
| Zákaz konverzní terapie dětí a mladistvých                                              | No |
| Přístup k umělému oplodnění pro lesbické ženy                                           | (Od roku 1997 mají všechny ženy bez ohledu na sexuální orientaci možnost podstoupit umělé oplodnění)                                                |
| Automatické rodičovství homosexuálních partnerů rodičů v případě umělého oplodnění      | No |
| Komerční nebo altruistické náhradní mateřství pro gay páry                              | (Zákaz pro všechny páry bez ohledu na sexuální orientaci)                                                                                           |
| MSM smějí darovat krev                                                                  | / (2022 po 4měsíční zkušební době) |